# Calzadilla de los Barros
Calzadilla de los Barros je španělské město situované v provincii Badajoz (autonomní společenství Extremadura).

## Poloha
Obec je vzdálena 22 km od Zafry, 47 km od Almendraleja, 77 od Méridy, 93 km od Badajozu, 166 km od Villanueva de la Sereny a 122 km od Don Benita. Patří do okresu Zafra - Río Bodión a soudního okresu Zafra. Obcí prochází národní silnice N-630 a dálnice A-66.

## Historie
V roce 1834 se obec stává součástí soudního okresu Fuente de Cantos. V roce 1842 čítala obec 214 usedlostí a 840 obyvatel.

## Odkazy

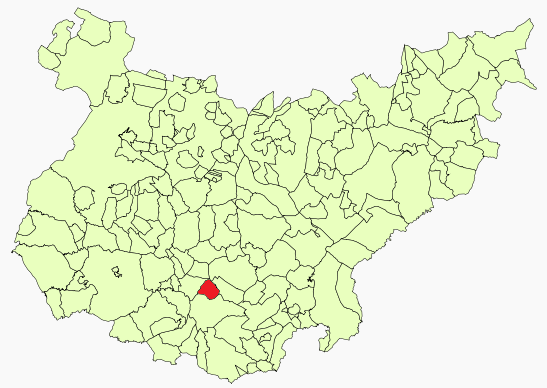
Poloha obce v provincii Badajoz

## Demografie
| Populace obce Calzadilla de los Barros z let (1842–2010) | Populace obce Calzadilla de los Barros z let (1842–2010) | Populace obce Calzadilla de los Barros z let (1842–2010) | Populace obce Calzadilla de los Barros z let (1842–2010) | Populace obce Calzadilla de los Barros z let (1842–2010) | Populace obce Calzadilla de los Barros z let (1842–2010) | Populace obce Calzadilla de los Barros z let (1842–2010) | Populace obce Calzadilla de los Barros z let (1842–2010) | Populace obce Calzadilla de los Barros z let (1842–2010) | Populace obce Calzadilla de los Barros z let (1842–2010) | Populace obce Calzadilla de los Barros z let (1842–2010) | Populace obce Calzadilla de los Barros z let (1842–2010) | Populace obce Calzadilla de los Barros z let (1842–2010) | Populace obce Calzadilla de los Barros z let (1842–2010) | Populace obce Calzadilla de los Barros z let (1842–2010) | Populace obce Calzadilla de los Barros z let (1842–2010) | Populace obce Calzadilla de los Barros z let (1842–2010) | Populace obce Calzadilla de los Barros z let (1842–2010) |
| -------------------------------------------------------- | -------------------------------------------------------- | -------------------------------------------------------- | -------------------------------------------------------- | -------------------------------------------------------- | -------------------------------------------------------- | -------------------------------------------------------- | -------------------------------------------------------- | -------------------------------------------------------- | -------------------------------------------------------- | -------------------------------------------------------- | -------------------------------------------------------- | -------------------------------------------------------- | -------------------------------------------------------- | -------------------------------------------------------- | -------------------------------------------------------- | -------------------------------------------------------- | -------------------------------------------------------- |
| 1842                                                     | 1857                                                     | 1860                                                     | 1877                                                     | 1887                                                     | 1897                                                     | 1900                                                     | 1910                                                     | 1920                                                     | 1930                                                     | 1940                                                     | 1950                                                     | 1960                                                     | 1970                                                     | 1981                                                     | 1991                                                     | 2001                                                     | 2010                                                     |
| 840                                                      | 1 199                                                    | 1 140                                                    | 1 179                                                    | 1 238                                                    | 1 160                                                    | 1 193                                                    | 1 223                                                    | 1 496                                                    | 1 516                                                    | 1 551                                                    | 1 619                                                    | 1 389                                                    | 1 030                                                    | 844                                                      | 806                                                      | 854                                                      | 845                                                      |